# Ельняки (Калининградская область)
Ельняки — посёлок в Гвардейском городском округе Калининградской области. Входит в состав Знаменского сельского поселения.

## Население
| 2010 |
| ---- |
| 153  |

## История
Населенный пункт Фришенау в 1947 году был переименован в поселок Ельняки.